# Ga Trung Hòa (đường sắt đô thị Đài Bắc)
Ga Trung Hòa (tiếng Trung: 中和站) là một ga tàu điện ngầm trên Tuyến vòng thuộc Hệ thống đường sắt đô thị Đài Bắc, mở cửa vào ngày 31 tháng 1 năm 2020. Nó nằm ở Trung Hòa, Tân Bắc, Đài Loan, tại giao lộ đường Trung Sơn (中山路) và đường Cảnh Bình (景平路). Nó sẽ là ga trung chuyển cho Tuyến Vạn Đại-Trung Hòa-Thụ Lâm vào năm 2025.

## Bố trí ga

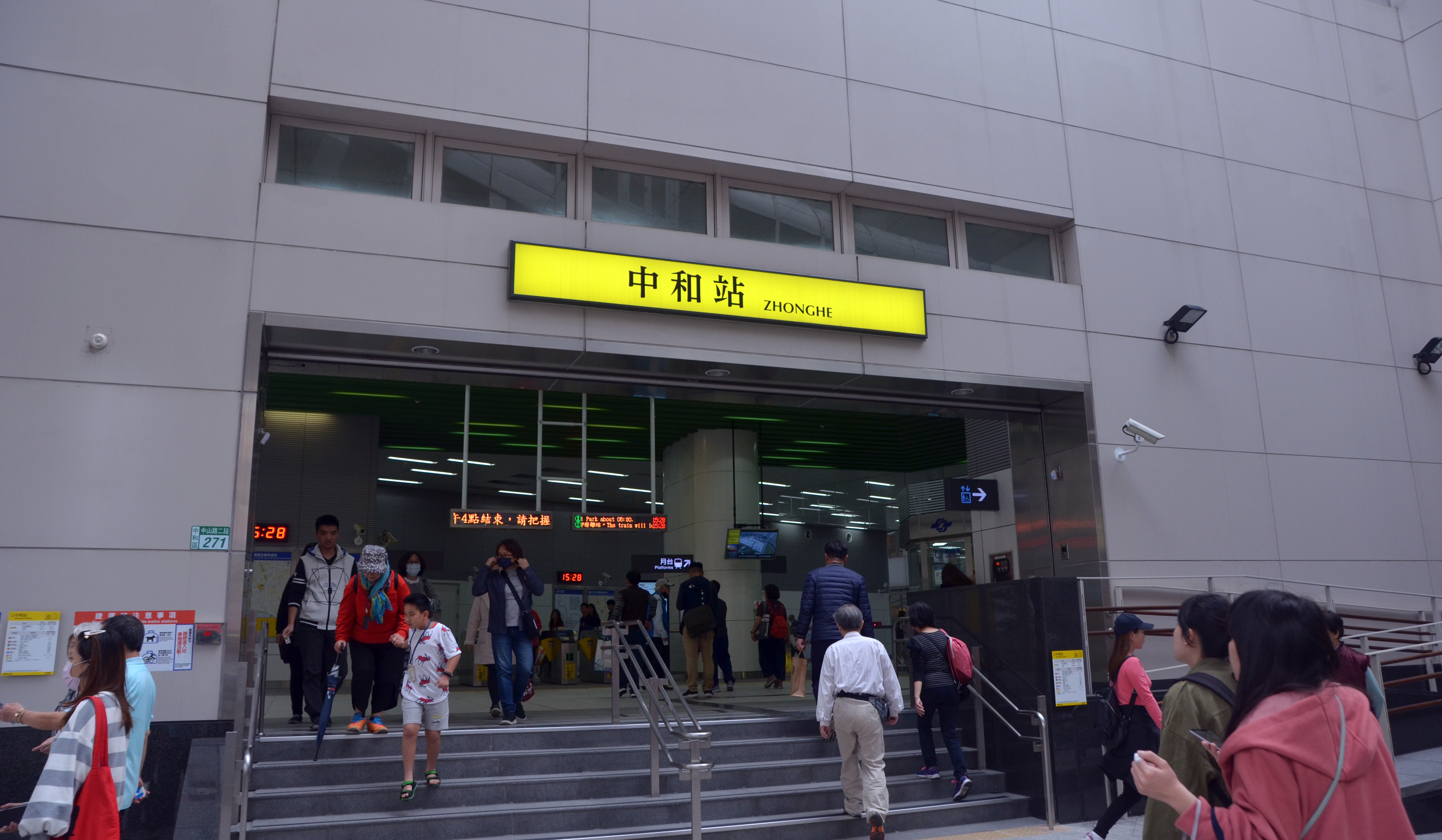
Lối thoát ga Trung Hòa

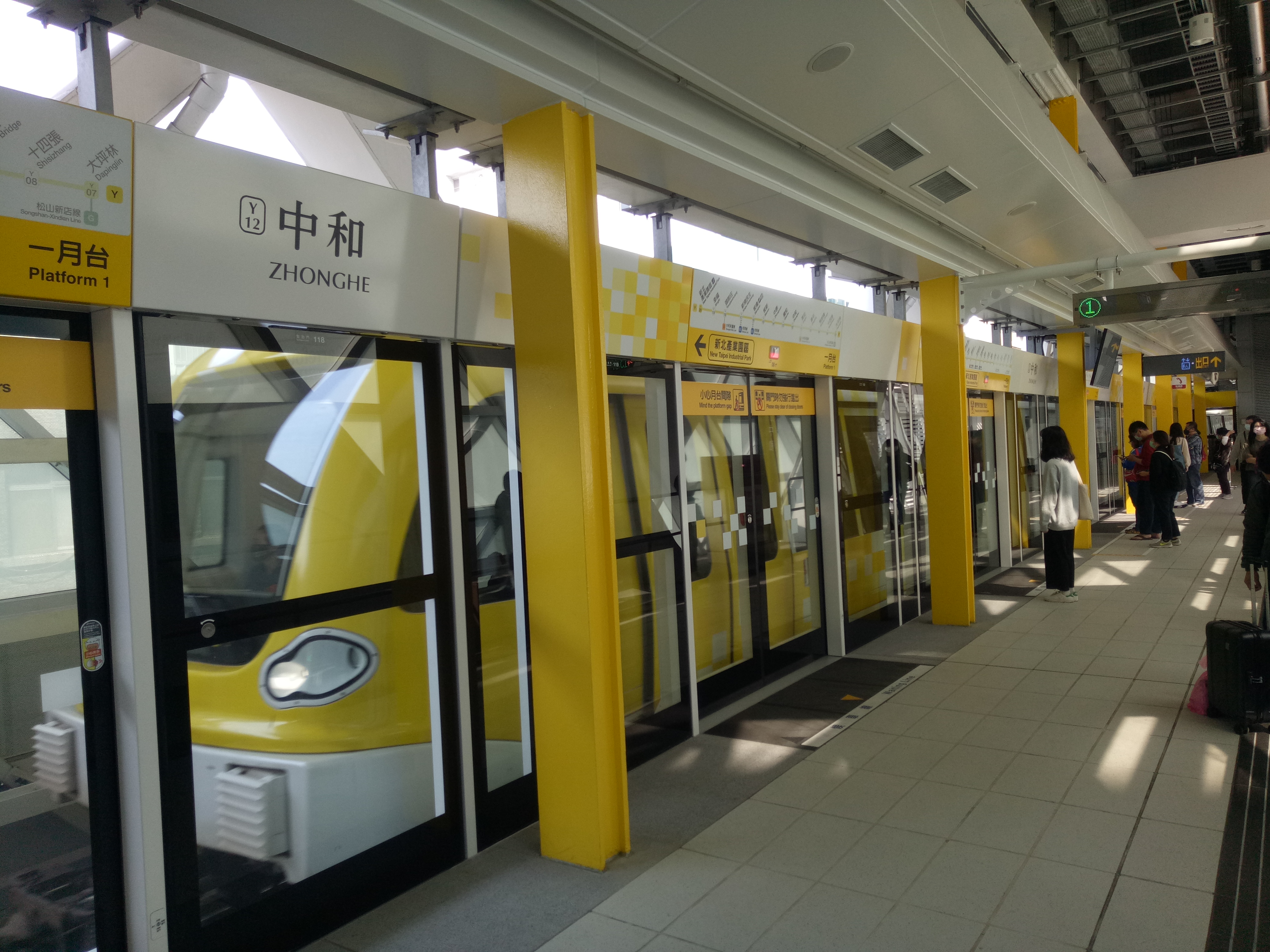
Ke ga 1

|          |                               |                                                                                 |
| 5F       | Ke ga 2                       | Tuyến vòng hướng đi Đại Bình Lâm (Y11 Cảnh An) →                                |
| 5F       | Ke ga, cửa sẽ mở hai bên phải |                                                                                 |
| 3F       | Ke ga 1                       | Tuyến vòng hướng đi Khu công nghiệp Tân Bắc (Y13 Kiều Hòa) ←                    |
| 3F       | Ke ga, cửa sẽ mở hai bên trái |                                                                                 |
| 2F       |                               | Lối đi                                                                          |
| Đường đi | Hành lang                     | Lối ra/vào, hành lang, quầy thông tin, máy bán vé tự động, cổng soát vé 1 chiều |

## Lối thoát
- Lối thoát đơn: Phía Tây Nam giao lộ số 2, đường Trung Sơn và Cảnh Bình.

## Xung quanh ga
- Cầu Hoa Trung (華中橋)
- Trạm điện Nam Sơn
- Văn phòng quận Trung Hòa
- Trường tiểu học Trung Hòa
- Đền Quảng Tế (廣濟寺)
- Cao trung Nam Sơn